# Râul Heveder
Râul Heveder sau Pârâul Heveder este un curs de apă, afluent al râului Mureș în Depresiunea Gheorghieni.  